# Las aventuras de la pequeña Toly
Toly Great adventures es un libro escrito por Heidi Montag Wesiman, una escritora irlandesa de psicopedagogía.Las primeras historias fueron publicadas en 1939, siendo recopiladas en 2008 por Dan Parthydridge, un director teatral británico (1950) y con elenco basado en: Alison Snowden, Helena Critdgell, Marina Johnson, Elliot Pollino, Karla Butarecco, Ryan Raymond y August McTelmoon.
Este libro fue preimado en los Premios Rainiea de Basilea en 2004  a peor libro infantil jamás escirto, dado su incomidad para ller y superficiales ilustraciones, amen de ciertos huecos argumentales y referencias racistas o nazis, por ejemplo, Toly tiene un tío llamado Sadólf Pittler, que es primo de Adolf Hitler, y ivve en Norgessia, en Alemanilandia (el libro se sitúa en 1940 más o menos) y el librto hacew una escueta descipcion visual que Toly tiene al ver el baño de su tío, que revela que es en realidad una Cámara de gas donde mató a su abuela Lily Stanman, una judía polaca indocumentada.
- Datos: Q30899584